# Stade Hédi-Enneifer
 (décembre 2023).
Si vous disposez d'ouvrages ou d'articles de référence ou si vous connaissez des sites web de qualité traitant du thème abordé ici, merci de compléter l'article en donnant les références utiles à sa vérifiabilité et en les liant à la section « Notes et références ».
Le stade Hédi-Enneifer (arabe : ملعب الهادي النيفر) est un stade de football tunisien situé au Bardo, dans la banlieue de Tunis. Il accueille les matchs du Stade tunisien.
Le stade se situe dans le complexe sportif du club, un centre de formation des jeunes qui comporte des annexes en gazon naturel et synthétique.

## Histoire
À la fin des années 1980, Hédi Enneifer, le président du Stade tunisien, prend l’initiative d'acquérir un terrain d'une surface de dix hectares au Bardo, ville emblématique du club et ancienne résidence beylicale, au profit du club. Il décide d'y construire un complexe sportif comprenant un centre de formation pour le football et un grand stade propre au club. Toutefois, les travaux durent trente ans en raison de nombreuses interruptions liées à des problèmes administratifs et financiers. Finalement, les travaux sont achevés en 2011, et la direction du club inaugure le nouveau stade avec une rencontre entre le Stade tunisien et le Club sportif sfaxien (1-0).

## Capacité
Portant le nom du l'ancien président et père fondateur du club, Hédi Enneifer, le stade a une capacité d'accueil de 11 000 ou 9 000 places.